# Glory of the Roman Empire
Glory of the Roman Empire je budovatelská strategie z římských časů. Hráč začíná jako guvernér, který má jen pole a musí vybudovat prosperující město s fungujícími objekty a nulovými problémy. Plní se různorodé úkoly a snaží se co nejvíce prosperovat a uspokojovat všechny obyvatele. Hráč dostává od hlavních Římanů hodnocení od 0 do 100.
Ve hře se střídá den a noc a mění se počasí (prší nebo svítí slunce). Hra je ve 3D a dá se přiblížit až na detail člověka.

## Obyvatelé
V Glory of the Roman Empire funguje systém čím více obytných budov, tím více obyvatel. Více obyvatel znamená více starostí, ale naopak také větší prosperity a růst města. Při kliknutí na každého obyvatele se zobrazí informace a návrhy na zlepšení. Všichni lidé žijí svůj vlastní život, pracují na farmách, sklízejí vinné révy apod.

## Objekty
Existují různé typy objektů. Některé zvyšují prosperitu okolních objektů (tak se dá dostat ze základních domů až po vily) jiné jsou jen pro okrasu. Těchto objektů je relativně hodně. Existují zde akademie, tréninkové prostory pro vojáky, vinárny, rybárny. Objekty, kde musí být někdo k obsluhovaní, sklízení (např. vinárna nebo farma), potřebují pracovní sílu, pro kterou se musí stavět domy.

## Herní módy
Kromě tradiční kampaně jsou k dispozici ještě další módy, jako například Free Build, kde se volně a bez limitů staví města a útočí na barbarské osady.